# František Brož (atlet)
František Brož (14. července 1929, Plzeň - 1. ledna 2018, Praha) byl československý sportovec, sprinter a skokan do dálky. V roce 1952 se zúčastnil letních olympijských her v Helsinkách, kde závodil v běhu na 100 metrů (vypadl v rozběhu), běh na 200 metrů (vypadl v rozběhu) a ve štafetě 4 x 100 metrů (6. místo).

## Sportovní kariéra
V době svého prvního úspěchu na mistrovství republiky (1948) závodil za tým Sokol Plzeň I. O rok později začal nastupovat za armádní tým ATK Praha (později změnil název na ÚDA Praha a Dukla Praha), kde působil až do roku 1957.